# 5 halerzy czechosłowackich (1991)
5 halerzy (cz. 5 haléřů, słow. 5 halierov) – czechosłowacka moneta obiegowa o nominale 5 halerzy bita w latach 1991–1992, wycofana z obiegu w roku 1993. Autorami projektu byli Miroslav Rónai oraz František David.

## Wzór
Zasadniczą część awersu zajmował herb Czeskiej i Słowackiej Republiki Federacyjnej – w polu czwórdzielnym naprzemiennie ułożony czeski koronowany lew o podwójnym ogonie oraz słowackie trójwzgórze z krzyżem patriarszym. Powyżej zapisano skrót nazwy kraju („ČSFR”), u dołu zaś rok bicia. Po obu stronach tarczy herbowej wolne miejsce wypełniono lipowymi gałązkami. Oznaczenie projektanta Miroslava Rónaia – inicjał „R” – zamieszczono poniżej daty.
Rewers monety przedstawiał duży, zapisany arabską cyfrą nominał nakładający się w dolnej części na mniejszą literę „h” stanowiącą określenie waluty. Tuż obok litery, po jej lewej stronie zamieszczono niewielki inicjał „D”, znak projektanta Františka Davida.

## Nakład
Moneta według projektu z 1991 roku stanowiła modyfikację 5 halerzy z roku 1977. Zmiana wzoru awersu spowodowana była odejściem od socjalistycznej nomenklatury i symboliki. Zarządzeniem Banku Państwowego z dnia 14 lutego 1991 r. przewidziano, że nowe monety będą posiadały te same parametry fizyczne co wcześniejszy wariant, z uwzględnieniem jednak m.in. nowego herbu państwowego. Tym samym wobec parametrów fizycznych zastosowanie miały wytyczne zawarte w zarządzeniu Ministra Finansów z 18 maja 1977 r. Przewidziano, że nowa moneta będzie bita z krążków wykonanych ze stopu glinu i magnezu (2-procentowa domieszka drugiego z pierwiastków) o masie 0,75 g ±2,5%. Wskazano również, że rant pięciohalerzówek ma być gładki, a średnica gotowych monet ma mierzyć 16,2 mm. Ich grubość wyniosła w przybliżeniu 1,6 mm.
Bite w mennicy w Kremnicy monety zostały wyemitowane wraz z pozostałymi nominałami, 1 kwietnia 1991 roku, stanowiąc kontynuację poprzedniego wariantu z 1977 roku. Niemal cały nakład – ponad 10 mln sztuk – wytworzono w pierwszym roku produkcji. Rok później wybito jedynie 50 tys. sztuk, które trafiły na rynek kolekcjonerski w formie zestawów numizmatycznych. Monety te pozostawały oficjalnymi środkami płatniczymi niewiele ponad dwa lata – po rozpadzie Czechosłowacji zostały zdemonetyzowane odrębnie w Czechach (30 kwietnia 1993) i na Słowacji (31 lipca 1993) wraz z poprzednim wariantem z 1977 roku.